# تروان (دهکده)
تروان (انگلیسی: Troan) دهکده‌ای در محله St Enoder، کورن‌وال، انگلستان، بریتانیا است. شمال Summercourt است.